# Sociedade Desportiva e Recreativa União
A Sociedade Desportiva e Recreativa União ou União de Timbó  é um clube de futebol brasileiro sediado na cidade da Timbó, Santa Catarina.

## História
Fundada em 14 de março de 1942  sob o nome de Sociedade Recreativa Timboense, teve seu nome mudado para o atual dois anos após seu nascimento, devido a lei de Getúlio Vargas que proibia a utilização de nomes de cidades, estados ou países em agremiações esportivas.
Em 1966 o clube fez sua estreia em competições profissionais e disputou o campeonato catarinense.
Em 2003 depois de um tempo fora das competições profissionais e so disputando as competições amadoras disputou a  Campeonato Catarinense de Futebol - Série B em 2003, E na aquele mesmo ano foi campeão do primeiro turno do Campeonato Catarinense de Futebol - Série B de 2003, com o técnico Joceli dos Santos.
Teve duas participações na primeira divisão do futebol catarinense e participou pela última vez das competições profissionais em 2007, na divisão de Acesso. Encontra-se licenciado das competições profissionais so disputando competições amadoras e mantendo sua sede social ativa.

## Participações
| Competição     | Competição | Temporadas | Melhor campanha           | Estreia | Última | P | R |
| Santa Catarina | Série A    | 2          | 11º colocado (2005)       | 1966    | 2005   |   | 1 |
| Santa Catarina | Série B    | 3          | 6º colocado (2003 e 2004) | 2003    | 2005   | 1 | – |
| Santa Catarina | Série C    | 1          | 12º colocado (2007)       | 2007    | 2007   | – |   |